# David Gilreath
David Gilreath (Saint Paul, 11 dicembre 1988) è un giocatore di football americano statunitense che gioca nel ruolo di wide receiver per i Seattle Seahawks della National Football League (NFL). Al college ha giocato a football a Wisconsin.

## Carriera professionistica
Dopo non essere stato scelto nel Draft NFL 2012, Gilreath firmò con gli Indianapolis Colts, venendo svincolato il 25 ottobre 2011. Nella sua prima stagione fece anche parte dei roster di St. Louis Rams e Buffalo Bills, senza mai scendere in campo. Il 20 gennaio 2012 firmò coi Pittsburgh Steelers, venendo promosso nel roster attivo, salvo terminare la stagione tra le file dei Tampa Bay Buccaneers. Fece ritorno agli Steelers nel 2013 disputando le prime tre presenze come professionista giocando come punt returner. L'anno successivo passò prima agli Oakland Raiders e poi ai Seattle Seahawks, concludendo l'annata in lista infortunati.

## Palmarès

### Franchigia
- National Football Conference Championship: 1

Seattle Seahawks: 2014

## Statistiche
| Partite totali         | 3 |
| Partite da titolare    | 0 |
| Ricezioni              | 0 |
| Yard su ricezione      | 0 |
| Touchdown su ricezione | 0 |

Statistiche aggiornate alla stagione 2015